# フォラリン・バログン
フォラリン・ジェリー・バログン（Folarin Jerry Balogun，2001年7月3日 - ）は、アメリカ合衆国・ニューヨーク州ニューヨークブルックリン区出身のサッカー選手。ASモナコ所属。アメリカ合衆国代表。ポジションはFW。

## 経歴

### 幼少期
ニューヨークブルックリン区で生まれ、2歳のときにイングランドに移住し、ロンドンで育った。両親は、ナイジェリア出身である。

### クラブ
サンデーリーグのアルダーズブルックでプレイしている時にスカウトされ、8歳でアーセナルアカデミーに参加した。アーセナルのトライアルに参加する前にライバルクラブのトッテナムのトライアルに参加し加入直前のところまで進んでいた。
2019年2月、初のプロ契約にサインした。2020年10月29日、ヨーロッパリーグのダンドークFC戦で74分から途中出場しトップチームデビューを果たした。2020年11月26日、ヨーロッパリーグのモルデFK戦でトップチームでの初得点を決めた。2021年4月26日、長期の契約延長したことが公式発表された。2021年8月13日、ブレントフォードFC戦でプレミアリーグデビューを果たした。
2022年1月9日、FAカップのノッティンガム・フォレスト戦前の新型コロナ検査で陽性判定となった。同年1月12日、ミドルズブラFCへシーズン終了までローン移籍することが公式発表された。
2022年8月3日、スタッド・ランスにローン移籍することが発表された。背番号は29番。
2023年8月30日、5年契約でASモナコに移籍した。

### 代表
ナイジェリア人の両親のもと、アメリカで生まれイングランドで育ったためこの3ヶ国の代表になる資格を有する。U-17イングランド代表でプレーし、U-17欧州選手権2018に出場した。しかし、2018年8月にU-18アメリカ代表の招集に応じてチェコでのトレーニングキャンプと第25回バツラフ・イェジェク国際ユーストーナメントに参加した。同大会では4試合すべてに出場して2得点を決めた。ナイジェリア代表でのプレーにも興味を示しているが、アーセナルに似たイングランドのプレースタイルを楽しんでいると発言している。
2019年、U-18イングランド代表のメンバーとしてドバイのトーナメントに参加し得点を決めた 。2020年10月、U-20イングランド代表メンバーとしてU-20ウェールズ代表との試合に出場した。2021年8月27日、U-21イングランド代表に初招集された。同年9月7日、U-21欧州選手権2023予選のU-21コソボ代表戦で途中出場しU-21イングランド代表デビューを果たした。
2023年5月16日、アメリカサッカー連盟がFIFAに申請した1回限りの協会変更が承認され、バログンはアメリカ代表でプレーすることが決定した。

## プレースタイル
アーセナルOBのマーティン・キーオンは、バログンのスピードと知的な動きはクラブのレジェンドであるイアン・ライトと似ていると評した。

## 個人成績
2021年10月17日現在
| クラブ         | シーズン | リーグ         | リーグ | リーグ | FAカップ | FAカップ | EFLカップ | EFLカップ | 欧州カップ戦 | 欧州カップ戦 | 他   | 他   | 合計 | 合計 |
| クラブ         | シーズン | ディビジョン   | 出場   | 得点   | 出場     | 得点     | 出場      | 得点      | 出場         | 得点         | 出場 | 得点 | 出場 | 得点 |
| -------------- | -------- | -------------- | ------ | ------ | -------- | -------- | --------- | --------- | ------------ | ------------ | ---- | ---- | ---- | ---- |
| アーセナルU-21 | 2018–19  | —              | —      | —      | —        | —        | —         | —         | —            | —            | 1    | 0    | 1    | 0    |
| アーセナルU-21 | 2019–20  | —              | —      | —      | —        | —        | —         | —         | —            | —            | 1    | 0    | 1    | 0    |
| アーセナルU-21 | 2020–21  | —              | —      | —      | —        | —        | —         | —         | —            | —            | 2    | 1    | 2    | 1    |
| アーセナルU-21 | 合計     | 合計           | —      | —      | —        | —        | —         | —         | —            | —            | 4    | 1    | 4    | 1    |
| アーセナル     | 2020–21  | プレミアリーグ | 0      | 0      | 0        | 0        | 1         | 0         | 5            | 2            | 0    | 0    | 6    | 2    |
| アーセナル     | 2021–22  | プレミアリーグ | 2      | 0      | 0        | 0        | 0         | 0         | —            | —            | —    | —    | 2    | 0    |
| アーセナル     | 合計     | 合計           | 2      | 0      | 0        | 0        | 1         | 0         | 5            | 2            | 0    | 0    | 8    | 2    |
| 通算           | 通算     | 通算           | 2      | 0      | 0        | 0        | 1         | 0         | 5            | 2            | 4    | 1    | 12   | 3    |

1. 1 2 3  EFLトロフィーでの出場
2. ↑  UEFAヨーロッパリーグでの出場

## タイトル
アメリカ合衆国代表
- CONCACAFネーションズリーグ: 2022-23